# La più grande rapina del west
La più grande rapina del west (Brasil: Aleluia para Django - A Grande Rapina do Oeste ) é um filme italiano de 1967, do subgênero western spaghetti, dirigido por Maurizio Lucidi.
Foi criticado como um filme com uma grande história e boa tensão, mas fraco em sua parte giallo.

## Sinopse
Criminosos, organizam um roubo contra o Banco Middletown e buscam refúgio noutras terras, onde aterrorizam as pessoas, matam o xerife e mantem os cidadãos sob seu domínio. O irmão do xerife assassinado decide se vingar, atrapalhando o plano dos bandidos.

## Elenco
- George Hilton: Billy Rhum Cooney
- Jack Betts: David Phaylard
- Walter Barnes: Jarrett/Clay Thomas
- Sonia Romanoff: Mara
- Erika Blanc: Jenny
- Mario Brega: Andreas/Yanaro
- Jeff Cameron: Mark